# Star Trek: 25th Anniversary (videogioco 1991)
Star Trek: 25th Anniversary è una avventura dinamica per Nintendo Entertainment System (sviluppata da Interplay) e per Game Boy (sviluppata da Visual Concepts Entertainment). I giochi sono stati pubblicati da Ultra Games (negli Stati Uniti) e da Palcom Software (in Europa), società sussidiarie della Konami.

## Differenze tra le versioni

### Versione NES
Mentre l'Enterprise sta indagando su strane fluttuazioni gravitazionali, viene trasportata in una zona di spazio sconosciuta, e durante il viaggio vengono danneggiati i motori a curvatura. Occorrerà esplorare alcuni pianeti per recuperare alcuni cristalli di dilitio, necessari per il funzionamento dell'Enterprise. 
Il gioco incorpora enigmi, esplorazione e alcune sezioni di azione.

### Versione Game Boy
Una misteriosa ed enorme macchina sta distruggendo navi, stazioni spaziali e interi pianeti; per contrastarla la Federazione decide di costruire una potente arma, ma i Klingon, credendo che l'arma venga utilizzata contro di loro, la rubano e spargono i 12 pezzi in 3 differenti pianeti. Il compito dell'Enterprise è quello di recuperarli, per poi rimontarla e sconfiggere la macchina. Il gioco comprende sezioni di sparatutto a scorrimento e di avventura dinamica con visuale dall'alto.